# 中村均 (柔道)
中村 均（なかむら ひとし、1950年12月6日 - ）は、茨城県鉾田町出身の日本の柔道家。95kg級の選手。現役当時は身長190cm。体重94kg

## 経歴
柔道は鉾田北中学2年の時に始めた。実家が農家だったために水戸農業高校へ進んだ。入学当時は体重が70kgほどしかなかったがその後増えて、3年の時にはインターハイの重量級に出場を果たした。
国士舘大学に入学すると、3年の時には国際学生柔道選手権大会の軽重量級と団体戦で優勝を飾った。優勝大会では準決勝で明治大学と対戦して、先取点を取るもその後チームは逆転負けして3位だった。4年の時には優勝大会の決勝まで進んで再び明治大学と対戦するも、吉永浩二と引き分けに終わると、相手エースの上村春樹が一本勝ちしたことでチームは2位にとどまったが優秀選手に選ばれた。なお、全日本選手権にも初出場を果たした。さらに、ロンドンで開催された世界学生では無差別に出場して優勝を飾った。また団体戦でも優勝した。大学時代は打ち込みを1日1000本以上こなしていたという。
1973年には大学を卒業して茨城県警の所属となるが、試合中に右肩を脱臼した影響でそれまでの右組みから左組みに組み手を変えざるを得なくなった。また、それがきっかけで寝技に活路を見出すようにもなり、とりわけ腕挫十字固などの関節技を最大の武器にしていった。1976年には第1回となる講道館杯の95kg超級で決勝まで進むも、熊本県警の喜納政美に敗れて2位だった。1978年には選抜体重別95kg級で3位となった。1981年には茨城県警を辞めて茨城東高校の教員となった。1987年には実に36歳にして全日本選手権に5度目の出場を果たすと、初戦となる2回戦でロサンゼルスオリンピック78kg級5位である福岡大学教員の高野裕光を得意の大外刈の技ありで下すが、3回戦で今大会2連覇を達成した天理大学教員の正木嘉美に出足払の有効から上四方固で抑え込まれて敗れた。なお、左組みに変えてから長い時間が経過しても、右組みで戦ってきた頃の感覚には遠く及ばなかったことから、依然として右組みを夢見ている有様だった。

## 主な戦績
- 1971年 - 優勝大会 3位
- 1971年 - 国際学生柔道選手権大会 個人戦 軽重量級 優勝 団体戦 優勝
- 1972年 - 優勝大会 2位
- 1972年 - 世界学生 個人戦 無差別 優勝 団体戦 優勝
- 1976年 - 講道館杯 2位(95kg超級)
- 1978年 - 選抜体重別 3位(95kg級)

(出典、)。